# David P. Lane
David Philip Lane, född 1952 i Wimbledon, är en brittisk onkolog och forskare, vars största insatser ligger i fältet tumörsupressorgenen p53. Förutom sin position på University of Dundee i Skottland, har han även startat bioteknikföretaget Cyclacel.
Lane adlades 1999. År 2004 tilldelades han Buchananmedaljen.